# Maurizio Rossi (calciatore 1959)
Maurizio Rossi (Rezzato, 9 agosto 1959) è un allenatore di calcio ed ex calciatore italiano, di ruolo portiere.

## Carriera

### Club
Inizia la carriera professionistica nel Bologna, con la cui maglia totalizza 2 presenze in Serie A nella stagione 1979-1980, durante la quale fa da vice a Giuseppe Zinetti. Debutta il 4 maggio 1980 nella partita giocata sul campo del Napoli, conclusasi sull'1-1, mentre la seconda presenza risale all'11 dello stesso mese, nella sfida persa in casa nell'ultima partita di campionato contro il Torino per 2-1.
Ha poi militato in Serie B e Serie C1 nelle file di Atalanta e Taranto prima di trasferirsi per pochi mesi all'Avellino in Serie A, dove non ha l'occasione di scendere in campo, in quanto terzo portiere, dietro ad Alessandro Zaninelli e Giovanni Cervone. Durante il mercato di riparazione di ottobre quest'ultimo viene ceduto al Catanzaro nell'ambito di uno scambio con Mario Paradisi, mentre Rossi passa al Pescara, con cui totalizza oltre 100 presenze in Serie B.
Fu coinvolto nello scandalo del calcio italiano del 1986, venendo squalificato per cinque anni. In seguito alla squalifica si ritirò dall'attività.
In carriera ha totalizzato complessivamente 2 presenze in Serie A e 102 in Serie B.

## Statistiche

### Presenze e reti nei club
Statistiche aggiornate all'8 giugno 1986.
| Stagione        | Squadra         | Campionato      | Campionato | Campionato | Coppe nazionali | Coppe nazionali | Coppe nazionali | Coppe europee | Coppe europee | Coppe europee | Altre coppe | Altre coppe | Altre coppe | Totale | Totale |
| Stagione        | Squadra         | Comp            | Pres       | Reti       | Comp            | Pres            | Reti            | Comp          | Pres          | Reti          | Comp        | Pres        | Reti        | Pres   | Reti   |
| --------------- | --------------- | --------------- | ---------- | ---------- | --------------- | --------------- | --------------- | ------------- | ------------- | ------------- | ----------- | ----------- | ----------- | ------ | ------ |
| 1979-1980       | Bologna         | A               | 2          | -3         | CI              | 1               | -1              | -             | -             | -             | -           | -           | -           | 3      | -4     |
| 1980-1981       | Atalanta        | B               | 4          | -5         | CI              | 0               | 0               | -             | -             | -             | -           | -           | -           | 4      | -5     |
| 1981-1982       | Taranto         | C1              | 34         | -24        | CI-C            | 6               | -8              | -             | -             | -             | -           | -           | -           | 40     | -32    |
| 1982-1983       | Taranto         | C1              | 33         | -15        | CI-C            | 6               | -3              | -             | -             | -             | -           | -           | -           | 39     | -18    |
| Totale Taranto  | Totale Taranto  | Totale Taranto  | 67         | -39        |                 | 12              | -11             |               | -             | -             |             | -           | -           | 79     | -50    |
| lug.- ott. 1983 | Avellino        | A               | 0          | 0          | CI              | 0               | 0               | -             | -             | -             | -           | -           | -           | 0      | 0      |
| ott. 1983-1984  | Pescara         | B               | 31         | -34        | CI              | -               | -               | -             | -             | -             | -           | -           | -           | 31     | -34    |
| 1984-1985       | Pescara         | B               | 34         | -32        | CI              | 2               | -3              | -             | -             | -             | -           | -           | -           | 36     | -35    |
| 1985-1986       | Pescara         | B               | 37         | -36        | CI              | 5               | -7              | -             | -             | -             | -           | -           | -           | 42     | -43    |
| Totale Pescara  | Totale Pescara  | Totale Pescara  | 102        | -102       |                 | 7               | -10             |               | -             | -             |             | -           | -           | 109    | -112   |
| Totale carriera | Totale carriera | Totale carriera | 175        | -149       |                 | 20              | -22             |               | -             | -             |             | -           | -           | 195    | -171   |